# Okresní soud v Klatovech
Okresní soud v Klatovech je okresní soud se sídlem v Klatovech, jehož odvolacím soudem je Krajský soud v Plzni. Soud se nachází v Dukelské ulici, kde sídlí spolu s okresním státním zastupitelstvím. Rozhoduje jako soud prvního stupně ve všech trestních a civilních věcech, ledaže jde o specializovanou agendu (nejzávažnější trestné činy, insolvenční řízení, spory ve věcech obchodních korporací, hospodářské soutěže, duševního vlastnictví apod.), která je svěřena krajskému soudu.

## Budova
V Klatovech působil v letech 1928–1949 také samostatný krajský soud, poté byl jeho obvod začleněn zpět do působnosti plzeňského krajského soudu.
Jeho monumentální třípodlažní budova, v níž působil a stále působí i okresní soud a státní zastupitelství, začala být stavěna podle projektu architekta Bedřicha Bendelmayera na místě původního mlýna v roce 1924, slavnostní otevření proběhlo 1. června 1928. Původně zde byla i věznice s kaplí, s hlavní porotní síní v přízemí soudu byla spojena podzemní chodbou. Tato doposud zachovaná porotní síň (po roce 1945 zde zasedal mimořádný lidový soud) s původním vybavením je mj. zdobena mozaikou, znázorňuje Spravedlnost sedící na českém lvu a vyhánějící zlo. Zásadní rekonstrukce budovy proběhla v letech 2010–2012.

## Soudní obvod
Obvod Okresního soudu v Klatovech se zcela neshoduje s okresem Klatovy, patří do něj území těchto obcí:
Běhařov •
Běšiny •
Bezděkov •
Biřkov •
Bolešiny •
Borovy •
Břežany •
Budětice •
Bukovník •
Čachrov •
Červené Poříčí •
Číhaň •
Čímice •
Dešenice •
Dlažov •
Dlouhá Ves •
Dobršín •
Dolany •
Domoraz •
Dražovice •
Frymburk •
Hamry •
Hartmanice •
Hejná •
Hlavňovice •
Hnačov •
Horažďovice •
Horská Kvilda •
Hrádek •
Hradešice •
Chanovice •
Chlistov •
Chudenice •
Chudenín •
Janovice nad Úhlavou •
Javor •
Ježovy •
Kašperské Hory •
Kejnice •
Klatovy •
Klenová •
Kolinec •
Kovčín •
Křenice •
Kvášňovice •
Lomec •
Malý Bor •
Maňovice •
Měčín •
Mezihoří •
Mlýnské Struhadlo •
Modrava •
Mochtín •
Mokrosuky •
Myslív •
Myslovice •
Nalžovské Hory •
Nehodiv •
Nezamyslice •
Nezdice •
Nezdice na Šumavě •
Nýrsko •
Obytce •
Olšany •
Ostřetice •
Pačejov •
Petrovice u Sušice •
Plánice •
Podmokly •
Poleň •
Prášily •
Předslav •
Rabí •
Rejštejn •
Slatina •
Soběšice •
Srní •
Strašín •
Strážov •
Sušice •
Svéradice •
Švihov •
Tužice •
Týnec •
Újezd u Plánice •
Velhartice •
Velké Hydčice •
Velký Bor •
Vrhaveč •
Vřeskovice •
Zavlekov •
Zborovy •
Železná Ruda •
Žihobce •
Žichovice